# Panorpa pieli
Panorpa pieli är en näbbsländeart som beskrevs av Cheng 1957. Panorpa pieli ingår i släktet Panorpa och familjen skorpionsländor. Inga underarter finns listade i Catalogue of Life.